# Unga Örnar

Unga örnar på läger i Fogelstad, 1930-tal.

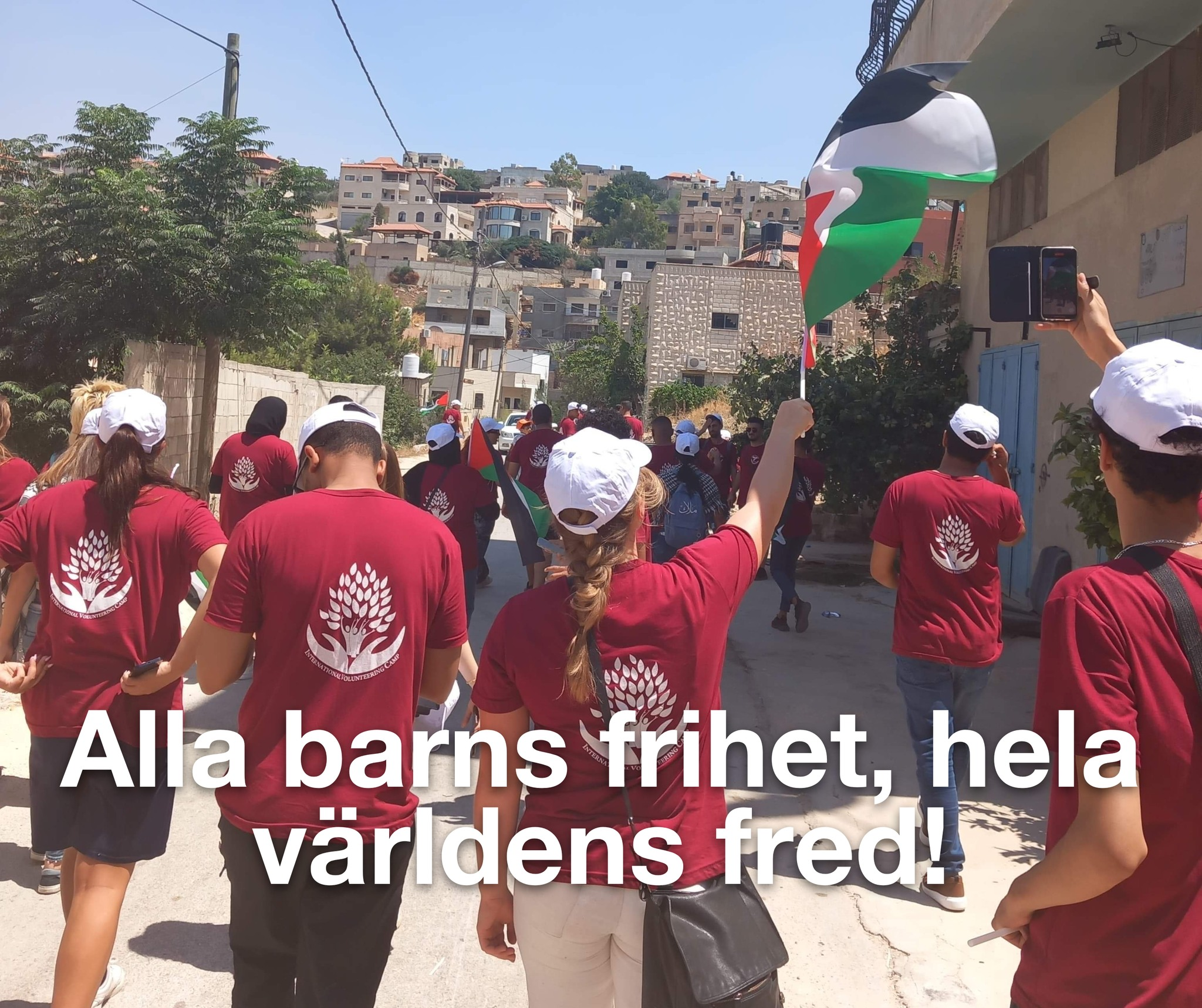
Unga Örnar deltar på IVC (International volunteering camp) i Palestina 2022

Unga Örnar, officiellt Unga Örnars Riksförbund, är en svensk och partipolitiskt obunden barn- och ungdomsorganisation som grundades 7 november 1931 av arbetarrörelsen.
Arbetarrörelsen tyckte det fanns behov av en organisation utanför kyrkan som erbjöd fritids- och kulturverksamhet för arbetarklassens barn. 1933 bröt sig Unga Örnar loss och blev partipolitiskt obundna även om de fortsatte att dela arbetarrörelsens värderingar om jämlikhet och allas lika värde. Organisationen har cirka 6 000 medlemmar och har verksamhet i alla Sveriges regioner, där man är en av Sveriges största barnorganisationer.

## Historia
Förebilden för Unga Örnar var den österrikiska organisationen Rote Falken. 1931 var verksamheten igång på det nationella planet. Betoningen låg på friluftsliv och det beslutades att man i likhet med scoutrörelsen skulle ha uniformer, men när en lag om förbud mot uniformerade politiska organisationer trädde i kraft 1933 orsakade detta utmaningar. För att komma runt lagen, som egentligen var riktad mot nazistiska och kommunistiska grupper snarare än arbetarrörelsens barnverksamhet, beslutades det att Unga örnar skulle bli en från socialdemokratin formellt självständig organisation, med band till Arbetarnas bildningsförbund (ABF).
Från start och fram till 1960-talet brukade man ha på sig en ”örndräkt”, ett slags uniform, i verksamheten. Örndräkten bestod av en blå skjorta med en broderad örn, en röd snibb och en snodd som kunde vara grön, blå, röd eller vit beroende på bärarens ålder och funktion.
Unga Örnar har drivit olika frågor genom åren. Ett exempel på en fråga från 1970-talet är att man inte ska köpa krigsleksaker. 
År 1991 arrangerade Unga Örnar och IFM–SEI ett Världens läger på Himmelstalundsfältet i Norrköping. Ungefär 9000 personer från 52 olika länder deltog i det största lägret någonsin för IFM-SEI.
Unga Örnar började 1994 drivit på för att barnkonventionen skulle bli svensk lag. Den 1 januari 2020 blev det verklighet.

## Värdegrund
Unga Örnar vill skapa ett demokratiskt, jämlikt och solidariskt samhälle där alla barn och unga har en rolig och meningsfull fritid där de får ta plats och påverka. De arbetar för barns rätt till en jämlik barndom och en fritid som inte ska kosta för mycket. Verksamheten utgår från FN:s konvention om barnets rättigheter.

## Internationellt
En viktig del i Unga Örnar är deras internationella verksamhet, som i huvudsak sker via Palmecentret. Genom att stödja och arbeta tillsammans med civilsamhällesorganisationer i länder som Zimbabwe, Namibia och Palestina är syftet att bidra till internationellt arbete för fred, demokrati, social rättvisa och mänskliga rättigheter.